# DriveNow
DriveNow (von englisch drive now für ‚Fahre jetzt‘) war ein Carsharing-Angebot des Automobilherstellers BMW. Im Februar 2019 wurden die vormals unabhängigen Carsharing-Anbieter DriveNow und car2go Teil des Joint-Ventures Share Now der Unternehmen BMW und Daimler. Seit dem 14. Januar 2020 werden die Dienste ausschließlich durch Share Now angeboten.

## Geschichte

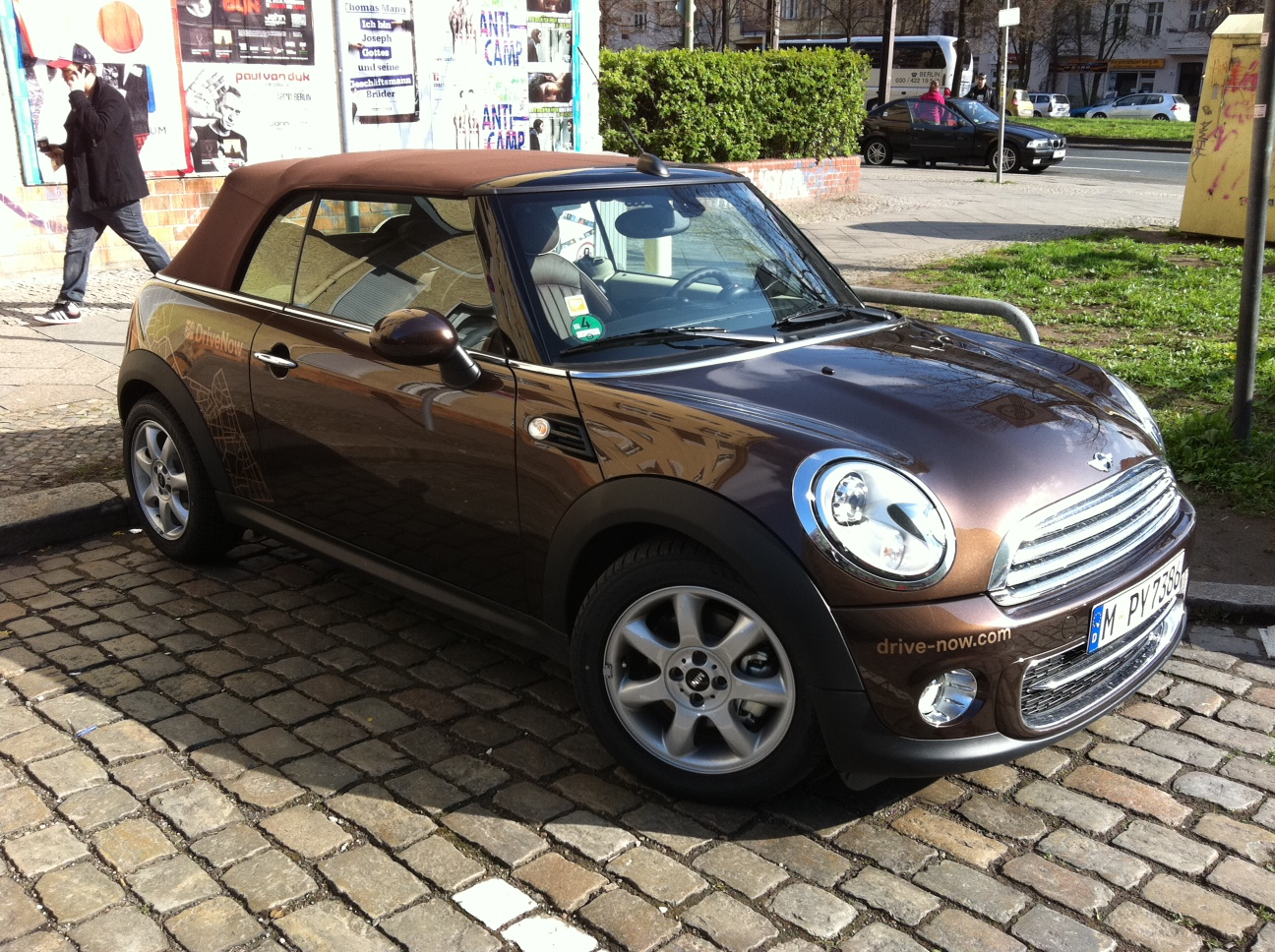
DriveNow MINI Cabrio

Am 9. Juni 2011 wurde DriveNow mit einer Wagenflotte von 300 Fahrzeugen in München eingeführt, im September 2011 in Berlin, im Jahr 2012 in Düsseldorf und Köln. Als fünfte deutsche Großstadt folgte Hamburg im November 2013 mit 450 Fahrzeugen. Im Juni 2012 startete DriveNow in der ersten amerikanischen Stadt, in San Francisco, ausschließlich mit Elektrofahrzeugen. Mitte Oktober 2014 expandierte das Unternehmen ins europäische Ausland und startete mit 400 Fahrzeugen in Wien. In den Londoner Bezirken Islington, Haringey, Hackney und Waltham Forest sowie nach einer Erweiterung 2018 auch in den Bezirken Westminster, Barnet, Tower Hamlets, Southwark und Brent standen im Dezember 2018 720 Fahrzeuge der Marken BMW i3, BMW 1er, MINI Cooper und MINI Cabrio zur spontanen Anmietung zur Verfügung. In San Francisco wurde der Service zum 2. November 2015 auf unbestimmte Zeit wieder eingestellt. Als Grund nannte die Firma regulatorische Auflagen, welche das Betreiben eines Ein-Weg-Carsharingservices verhinderten. Ab September 2015 war DriveNow in Kopenhagen vertreten. Am 20. Oktober 2015 folgte der Start in Stockholm. Am 6. Juli 2016 startete DriveNow mit rund 300 Fahrzeugen in der belgischen Hauptstadt Brüssel, am 19. Oktober 2016 mit 480 Fahrzeugen in Mailand. Ab dem 24. Mai 2017 war DriveNow mit 150 Fahrzeugen auch in Helsinki vertreten, ab dem 12. September 2017 mit 211 Fahrzeugen in Lissabon.

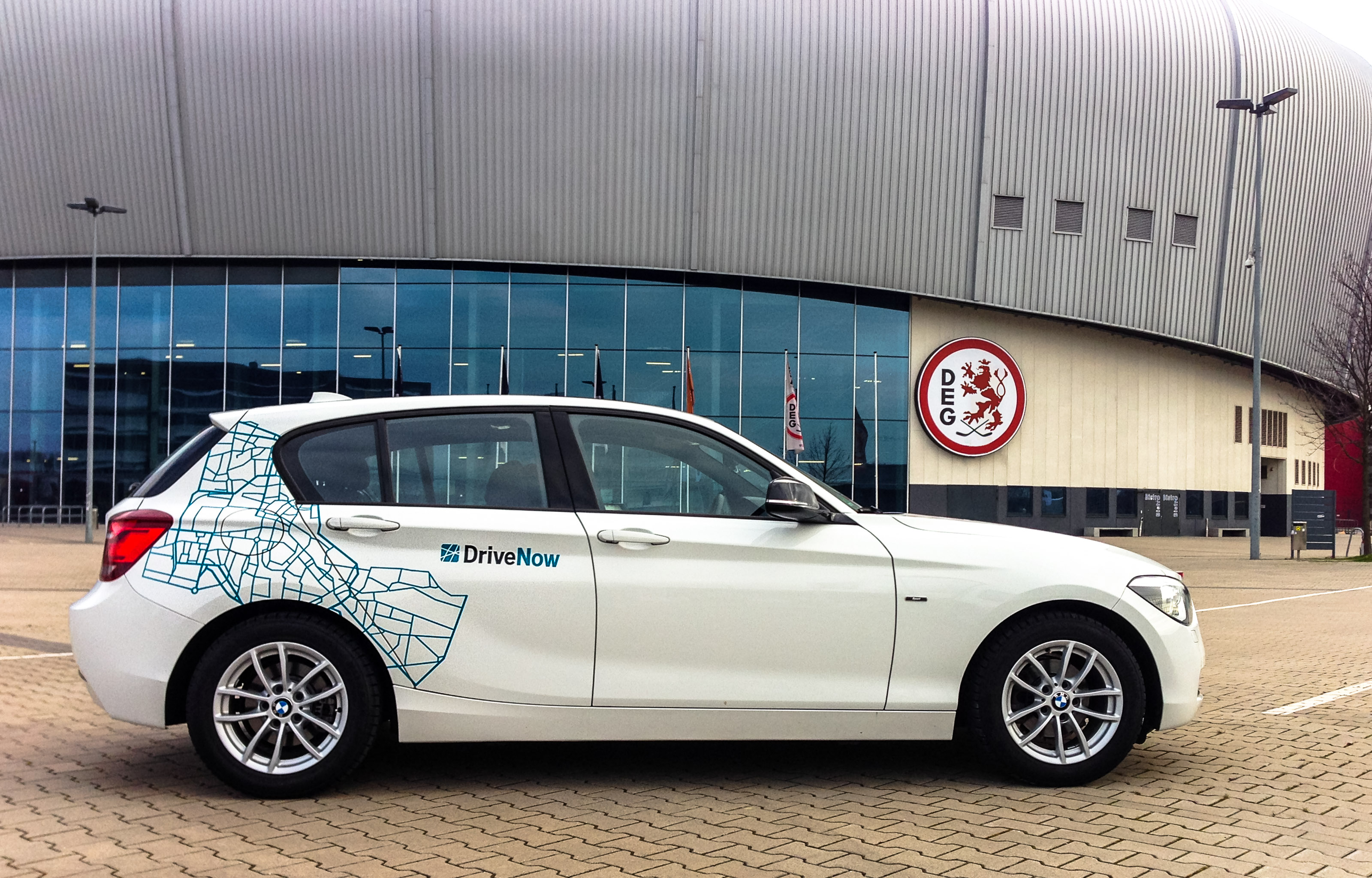
DriveNow BMW 1er

Im Jahr 2012 erhielt das Carsharing-Konzept des Unternehmens den ÖkoGlobe in der Kategorie Mobilitätsmodelle. Im April 2013 wurde DriveNow bei einem Test von Carsharing-Anbietern als der Testsieger im Bereich der Free-Floating-Anbietern ausgezeichnet. Im September 2016 erhielt DriveNow den „Handelsblatt Energy Award“ in der Kategorie Mobilität.
Am 29. Januar 2018 gaben die beteiligten Unternehmen bekannt, dass BMW die Anteile an dem Gemeinschaftsunternehmen von Sixt übernommen hat. Medienberichten zufolge beträgt der Kaufpreis 209 Millionen Euro. Der Anstoß für die Zusammenschlüsse der Mobilitätsdienste der BMW Group und der Daimler AG wurde mit einem Antrag auf Joint-Venture von den Wettbewerbsbehörden vorgelegt. Im März 2018 übernahm BMW alle Anteile von Sixt, somit wurde DriveNow zu einer hundertprozentigen Tochtergesellschaft der BMW Group. im Februar 2019 startete das gemeinsame Angebot Share Now, seit dem 14. Januar 2020 können die Dienstleistungen ausschließlich über Share Now abgerufen werden, bis dahin bereits bestehende DriveNow-Konten wurden zu diesem Datum in Share Now überführt.

## Unternehmen
DriveNow bot seine Dienste in München, Berlin, Düsseldorf, Köln, Hamburg, Wien, London, Kopenhagen, Mailand, Helsinki, Lissabon und Brüssel an. Im Oktober 2017 überschritt DriveNow die Zahl von 1.000.000 angemeldeten Kunden. Die Anzahl der DriveNow-Fahrzeuge betrug 6.510 im November 2018.

### Fahrzeugflotte
Die Betreiber boten in ihrer Flotte verschiedene Mini-Modelle (3- und 5-Türer, Cabrio, Clubman, Countryman), sowie die BMW-Modelle X1, 1er, BMW 2er Cabrio, BMW X2 und BMW 2er Active Tourer und den elektrischen BMW i3 an.
| Stadt         | Land                   | Fahrzeuge (Stand: 1. Juli 2016) | Typ                   | Start     | Ende      | Quelle        |
| ------------- | ---------------------- | ------------------------------- | --------------------- | --------- | --------- | ------------- |
| München       | Deutschland            | 750 (davon 85 elektrisch)       | Diesel/Benzin/Elektro | Juni 2011 | Anm.      | [ 33 ]        |
| Berlin        | Deutschland            | 1400 (davon 140 elektrisch)     | Diesel/Benzin/Elektro | Sep. 2011 | Anm.      | [ 34 ] [ 35 ] |
| Düsseldorf    | Deutschland            | 310 (davon 20 elektrisch)       | Diesel/Benzin/Elektro | Jan. 2012 | Anm.      | [ 36 ]        |
| San Francisco | Vereinigte Staaten     | 150                             | Elektro               | Aug. 2012 | Nov. 2015 | [ 37 ]        |
| Köln          | Deutschland            | 310 (davon 25 elektrisch)       | Diesel/Benzin/Elektro | Okt. 2012 | Anm.      | [ 38 ]        |
| Hamburg       | Deutschland            | 600 (davon 200 elektrisch)      | Diesel/Benzin/Elektro | Nov. 2013 | Anm.      | [ 39 ]        |
| Wien          | Österreich             | 700 (davon 20 elektrisch)       | Diesel/Benzin/Elektro | Okt. 2014 | Anm.      | [ 40 ] [ 41 ] |
| London        | Vereinigtes Königreich | 720 (davon 50 elektrisch)       | Diesel/Benzin/Elektro | Dez. 2014 | Feb. 2020 | [ 42 ]        |
| Kopenhagen    | Dänemark               | 550 (davon 350 elektrisch)      | Diesel/Benzin/Elektro | Sep. 2015 | Anm.      | [ 43 ]        |
| Stockholm     | Schweden               | 300 (davon 30 elektrisch)       | Diesel/Benzin/Elektro | Okt. 2015 | Okt. 2018 | [ 45 ]        |
| Brüssel       | Belgien                | 310 (davon 10 elektrisch)       | Diesel/Benzin/Elektro | Juli 2016 | Feb. 2020 | [ 46 ]        |
| Mailand       | Italien                | 500 (davon 20 elektrisch)       | Diesel/Benzin/Elektro | Okt. 2016 | Anm.      | [ 47 ]        |
| Helsinki      | Finnland               | 150 (davon 10 elektrisch)       | Diesel/Benzin/Elektro | Mai 2017  | März 2020 | [ 48 ]        |
| Lissabon      | Portugal               | 210 (davon 40 elektrisch)       | Diesel/Benzin/Elektro | Sep. 2017 | März 2020 | [ 49 ]        |

## Angebot

### Funktionsweise
Im Unterschied zur klassischen Autovermietung, bei der man ein Fahrzeug an einem festgelegten Ort anmietet und typischerweise nach einem oder mehreren Tagen zurückgibt, war bei den neuen Carsharing-Modellen eine Nutzung frei geparkter Fahrzeuge im Stadtbereich mit Minutentaktung möglich. Die Minute kostete ab 25 Cent inklusive Kraftstoff und Parkgebühren (bei Kauf von Minutenpaketen), sonst ab 33 Cent. Typischerweise musste das Auto in derselben Stadt abgestellt werden, in der es angemietet wurde. Eine Ausnahme waren Düsseldorf und Köln: Hier war gegen Aufpreis eine Rückgabe auch in der jeweils anderen Stadt möglich. Für das Abstellen des Fahrzeugs in der Nachbarstadt fiel eine zusätzliche „Servicegebühr“ von 8 Euro an.
Eine monatliche Gebühr fiel für die Nutzung nicht an. Man musste sich jedoch einmalig online registrieren und eine Anmeldegebühr von 29 Euro zahlen. Es war möglich, das Fahrzeug einmalig kostenfrei bis zu 15 Minuten lang ohne Stornogebühren zu reservieren. Alternativ war eine Reservierung bis zu acht Stunden für 10 Cent je Minute möglich. Die Carsharing-Fahrzeuge wurden mit der DriveNow Smartphone-App geöffnet. Nach erfolgreicher Statusabfrage, die durch ein Dauergrün der zuvor gelb blinkenden LED an der Windschutzscheibe angezeigt wurde, öffnete sich das Fahrzeug. Zum Starten des Motors war die Eingabe einer PIN notwendig. Wie die Konkurrenten auch, zahlte DriveNow pauschalierte Parkgebühren an die Kommunalverwaltungen der Städte, um dem Kunden ein kostenfreies Abstellen in kostenpflichtigen Parkzonen zu erlauben.

### Einbindung von Elektromobilität

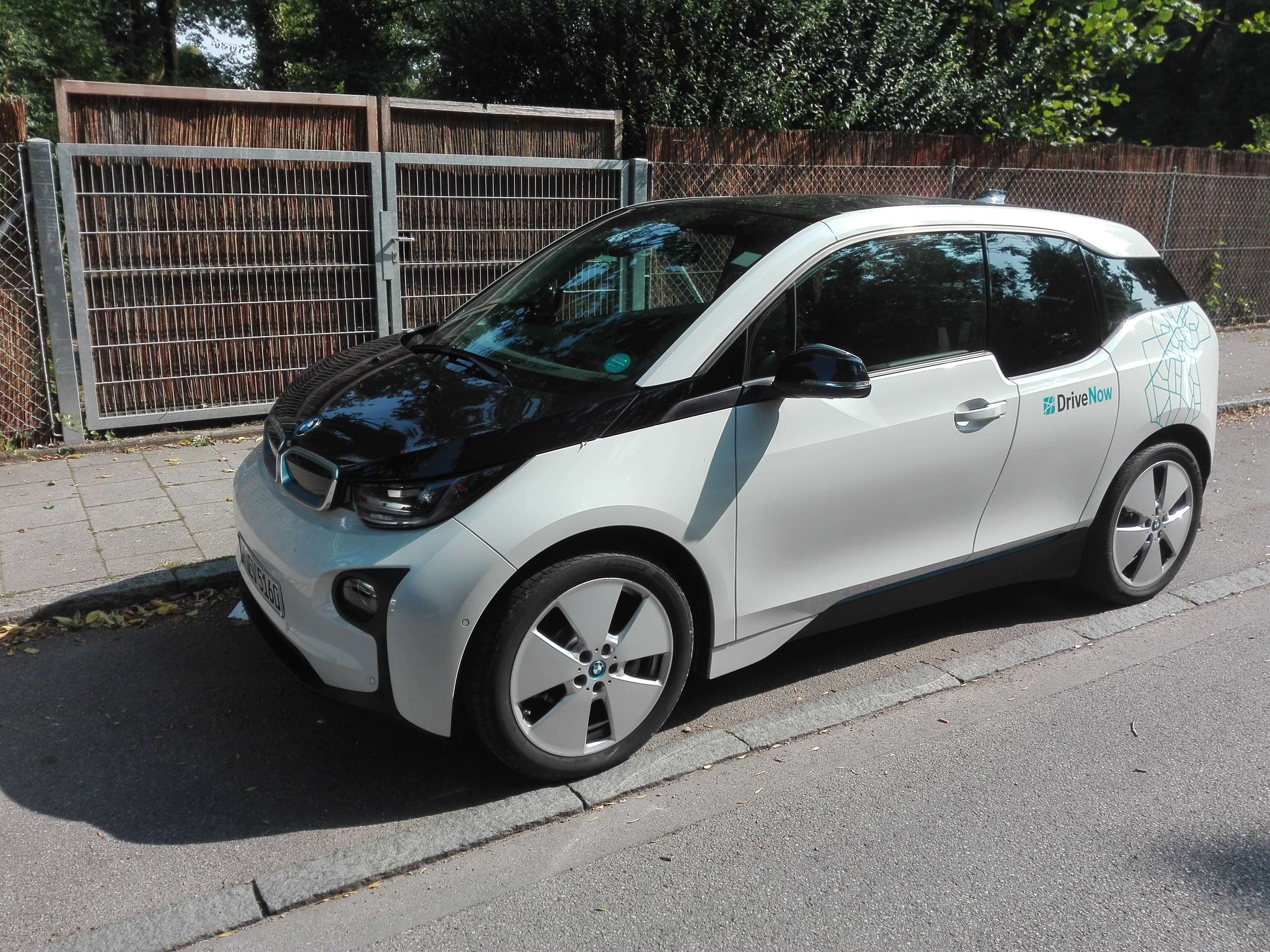
Ein BMW i3 von DriveNow in München

Von Juni 2012 bis November 2015 bot das Unternehmen in San Francisco 150 Elektrofahrzeugen des Typs BMW ActiveE an. Wegen der im Vergleich zu PKW mit Verbrennungsmotoren geringen Reichweite von ca. 100 km war ein häufiges Nachladen erforderlich. Dazu kooperierte BMW mit dem weltweit größten Anbieter von elektrischen Ladestationen Coulomb Technologies und entwickelte dafür eine eigene Marke: ParkNow. Elektrofahrzeuge wurden an einer solchen Station entliehen und an einer der 14 ParkNow-Station wieder abgestellt; das System garantiert bei Reservierung einen freien Parkplatz am Ziel.
Weil dadurch das Konzept des flexiblen Carsharings durchbrochen wurde und der Kunde, wie bei konventionellen Car-Sharing-Diensten, auf feste Stationen festgelegt war, passte DriveNow die Tarife hierfür an: Die erste halbe Stunde kostete 12 US-Dollar, anschließend jede Minute 32 Cent.
Von Juni 2013 bis Juli 2015 stellte das Unternehmen auch in Berlin und München insgesamt 60 Elektrofahrzeuge des Typs BMW ActiveE zur Verfügung. Die Eingliederung der Elektrofahrzeuge war Teil des Forschungsprojekts WiMobil, das die Wirkung von E-Carsharing-Systemen auf Mobilität und Umwelt in urbanen Räumen untersuchte.
Ab dem 15. Juli 2015 waren mehr als 1.000 vollelektrische BMW i3 in der Flotte. In London bot DriveNow ab Mai 2015 ebenfalls BMW i3 an und konnte so von Steuererleichterungen profitieren. In Kopenhagen startete DriveNow im September 2015 mit einer rein elektrischen Flotte von 400 Fahrzeugen.
Im Mai 2017 schloss BMW eine strategische Partnerschaft im Bereich urbane Mobilität mit der Stadt Hamburg. Die Stadt verpflichtete sich, die Zahl der Ladesäulen schrittweise zu erhöhen. DriveNow erhöhte im Gegenzug sukzessive die Zahl der elektrischen BMW i3.

## Kritik
Im Juli 2016 geriet der Carsharing-Anbieter DriveNow in die öffentliche Kritik, nachdem bekannt wurde, dass ein Gericht in einem Verfahren gegen einen Nutzer aufgrund der Daten von BMW ein exaktes Bewegungsprofil erstellen konnte. BMW räumte daraufhin ein, dass seine Carsharing-Autos mit einem speziellen Carsharing-Modul (kurz CMS) ausgestattet sind. Die verschlüsselten Daten zu Fahrzeugbetrieb und Fahrzeugzustand würden aber „rollierend überschrieben“. Da der zu verhandelnde Unfall bereits im Sommer 2015 passierte, hegten Experten Zweifel an dieser Aussage. Zudem gab BMW an, an DriveNow nur Ort und Zeit von Mietbeginn und Mietende weiterzugeben – das Gericht erhielt allerdings auch Daten wie die Position des zur Anmietung benutzten Smartphones sowie die Außentemperatur. Rechtsexperten warnten deshalb davor, dass „jeder Fahrzeughersteller durch seine Fahrzeuge Daten in unvorstellbaren Mengen sammelt und diese nahezu jederzeit auswerten kann.“
Neben der Kritik in Bezug auf den Datenschutz wurde zum Teil auch das rücksichtslose Verhalten von DriveNow-Fahrern im Straßenverkehr bemängelt. Dieses wurde mit der minutengenauen Abrechnung in Zusammenhang gebracht, welche die Fahrer unter Zeitdruck setzen würde.